# Forshems station
Forshems station i Forshem är en järnvägsstation i Götene kommun. Stationen byggdes från början för den smalspåriga järnvägen Mariestad–Kinnekulle Järnväg som invigdes den 19 december 1889. Idag saknar stationen stationshus men är en hållplats för den normalspåriga Kinnekullebanan.

## Historik
Forshems station byggdes för Mariestad–Kinnekulle Järnväg (MKJ) som syftade till att förbinda Mariestad med Skara–Kinnekulle–Vänerns Järnvägs (SKWJ) station Gössäter med en smalspårig bana med spårvidden 891 mm. Stationen invigdes den 19 december 1889. År 1898 öppnade Kinnekulle–Lidköpings järnväg (KiLJ) sin linje Lidköping–Forshem som anslöt till stationen, samtidigt så byggdes ett nytt stationshus. År 1904 hade Västergötland–Göteborgs Järnvägar köpt upp SKWJ och 1908 köpte man upp MKJ, båda bolagens linjer inlemmades i VGJs huvudlinje som 1910 förlängdes till Gårdsjö station på Västra stambanan. Från 1912 upphörde KiLJs egna trafik på sträckan Lidköping–Forshem utan man började samtrafikera tillsammans med Lidköping–Håkantorps Järnväg i konsortiumet Lidköpings Järnvägar. 1948 köptes alla smalspåriga järnvägar i Västergötland upp Statens järnvägar och inordnades i deras trafikorganisation. I början av 1950-talet byggde man om linjen Lidköping–Forshem till normalspår som återinvigdes 20 maj 1954, sträckan Mariestad - Forshem öppnades för trafik på normalspår 21 juli 1962 och var den sista sträckan att breddas för att skapa Kinnekullebanan. Den kvarvarande smalspåriga linjen mellan Götene - Forshem lades ner 24 augusti 1970 och linjen revs 1985.